# Dasein
Der Begriff Dasein wird häufig in der Philosophie synonym zur Existenz gebraucht. Eine besondere Wendung erhielt dieser Begriff durch den Existentialismus und verwandte philosophische Richtungen. Hier wird Dasein als grundlegenderer Begriff dem bereits vielfach gedeuteten und kategorisierten Begriff „Mensch“ vorgezogen.

## Das Dasein bei Hegel
In seiner dialektischen Logik entfaltet Hegel mit dem Begriff Dasein seine Konzeption von Endlichkeit-Unendlichkeit. Hegel definiert in seiner Enzyklopädie Dasein als bestimmtes Sein (Qualität), als „die Einheit des Seins und des Nichts, in der die Unmittelbarkeit dieser Bestimmungen und damit in ihrer Beziehung ihr Widerspruch verschwunden ist, – eine Einheit, in der sie nur noch Momente sind“. Das Dasein ist dem Werden, dem Entstehen und Vergehen unterworfen und als etwas Veränderliches anzusehen. Aber so, dass es in der Form einfacher Einheit mit sich als eines der Momente des Werdens, des Seins, gesetzt ist. Es ist in Hegels dialektischer Logik die Grundbestimmung eines jeden Etwas. Ein so gesetztes Etwas ist für ihn nur durch seine Grenze gegenüber Anderem das, was es ist. Er macht allerdings darauf aufmerksam, dass er hier nicht die quantitative, sondern die qualitative Grenze meint. „Betrachten wir z. B. ein Grundstück, welches drei Morgen groß ist, so ist dieses seine quantitative Grenze. Weiter ist auch dieses Grundstück eine Wiese und nicht Wald oder Teich, und dies ist seine qualitative Grenze.“ Im Anderen seiner selbst wird die Grenze des Etwas objektiv. Daseiendes ist so in doppelter Hinsicht endlich. Einmal ist es ein Zusammengesetztes aus Sein und Nichts und steht damit sozusagen mit einem Bein im Nichtsein. Dieses endliche Moment macht seine Veränderlichkeit, seinen Widerspruch aus. Dann grenzt es sich begrifflich gegenüber Anderem nach außen ab und ist dadurch wiederum endlich. Diese Momente machen seine innere und äußere Negation aus. Mit dem Dasein des Etwas ist bei Hegel noch nicht dessen Existenz gesetzt. Das seiende Etwas ist vom existierenden Etwas, dem sogenannten Ding, verschieden. Das Ding bestimmt sich durch seine Eigenschaften gegenüber Anderem. Seine wesentliche Existenz ist die Erscheinung.

## Zur Bedeutung des Begriffs „Dasein“ im Existentialismus und verwandten philosophischen Strömungen
Im Existentialismus und in der Fundamentalontologie Martin Heideggers wird der Begriff des Daseins vom bloßen Vorhandensein abgegrenzt: Dinge sind „vorhanden“, dem Menschen aber wird „Dasein“ (Existenz) zugeschrieben.
Als Begriff bei Heidegger kennzeichnet Dasein ein Seiendes, das sich zu sich selbst und dem Sein verhält, wie auch zu anderem Seienden: „Dasein versteht sich in irgendeiner Weise und Ausdrücklichkeit in seinem Sein. Diesem Seienden eignet, dass mit und durch sein Sein dieses ihm selbst erschlossen ist.“ (Martin Heidegger, Sein und Zeit, S. 11f). Das Dasein ist ontisch besonders ausgezeichnet. „Die ontische Auszeichnung des Daseins liegt darin, dass es ontologisch ist.“ Dasein ist kein nur passives Einordnen in eine gegebene Welt von Dingen, sondern hat den Charakter eines Entwurfs in Hinblick auf Möglichkeiten, die in einem strukturierten Zusammenhang von Bezügen (den Heidegger Welt nennt) offen liegen. Insbesondere: „Das Dasein versteht sich selbst immer aus seiner Existenz, einer Möglichkeit seiner selbst, es selbst oder nicht es selbst zu sein.“ Dasein ist für Heidegger durch etwas gekennzeichnet, was er die „Hinfälligkeit“ und das „Geworfensein“, nennt, etwa sofern die Möglichkeiten, auf die hin Dasein sich entwirft, nicht nur selbstgewählt sind: „Diese Möglichkeiten hat das Dasein entweder selbst gewählt oder es ist in sie hineingetragen oder je schon darin aufgewachsen“. 
Für Karl Jaspers steht Dasein in Zusammenhang mit der Sinnerfüllung im Leben. „Im Dasein ist nur die Wahl zwischen spannungslosem Versinken der Existenz und spannungsreicher, nie endgültiger Verwirklichung der Existenz in Subjektivität und Objektivität“ (K.Jaspers, in: Philosophie I, 7, 349).
J. P. Sartre betont die Freiheit des einzelnen Menschen und grenzt den existentialistischen Freiheitsbegriff von Hegels Auffassung von Freiheit als Einsicht in die Notwendigkeit scharf ab. Der Mensch ist nach Sartre sozusagen der Schöpfer seines Wesens, der alle seine Entscheidungen nicht nur frei treffen kann, sondern sogar muss. Er sei „zur Freiheit verurteilt“.